# Birendra Lakra
Pour les articles homonymes, voir Lakra.
Birendra Lakra est un joueur indien de hockey sur gazon professionnel indien à la retraite. Il a représenté l'Inde en hockey masculin lors des Jeux olympiques d'été de 2012. À Tokyo 2020, il a été sélectionné comme vice-capitaine de l'équipe indienne. Le frère aîné de Lakra, Bimal a joué comme milieu de terrain pour l'Inde. Sa sœur Asunta Lakra a joué pour l'équipe féminine et a été capitaine de l'équipe.

## Vie personnelle
Birendra Lakra est née le 3 février 1990 dans le village de Lachchada dans le district de Sundergarh de l'Odisha, à la frontière avec le Jharkhand. Il est né dans une famille appartenant à une tribu Oraon.

## Carrière
Birendra Lakra est un joueur de l'académie de hockey SAIL de l'aciérie de Rourkela. Il a été inclus dans l'équipe junior indienne pour la première fois pour la tournée de Singapour en 2007. Il a représenté l'Inde dans la série Test contre l'Afrique du Sud en 2012, dans le Champions Challenge masculin en Afrique du Sud en 2011, aux Jeux SAAF à Dhaka en 2010, aux Jeux olympiques de la jeunesse à Sydney en 2009 et à la Coupe du monde junior à Singapour en 2009.
Il a marqué le premier but de la victoire de l'Inde lors du dernier match du tournoi de qualification olympique de hockey contre la France. Il a joué un rôle clé en emmenant l'Inde en demi-finale du Champions Trophy 2012. L'Inde a battu la Belgique avec l'aide d'un seul but qui a été produit par la passe donnée par Birendra Lakra à l'attaquant. Avec cela, l'Inde a atteint les demi-finales du Trophée des Champions pour la première fois en huit ans.
Aux Jeux du Commonwealth du 2014, Lakra a remporté une médaille d'argent avec l'Inde.

### Championnat d'Inde masculin de hockey sur gazon
Lors de la vente aux enchères de la saison inaugurale du Championnat d'Inde, Lakra a été acheté par la franchise Ranchi pour 41 000 $ US, son prix de base étant de 9 250 $ US. L'équipe de Ranchi s'appelait Ranchi Rhinos. L'équipe a terminé première de la saison inaugurale et troisième de la saison 2014. À la suite de différends entre la franchise et Hockey India, l'équipe a décidé de se retirer, après quoi Lakra a signé avec la franchise Ranchi Rays de la saison 2015.